# Comunicação integrada
A Comunicação Integrada consiste no conjunto articulado de esforços, ações, estratégias e produtos de comunicação, planejados e desenvolvidos por uma empresa ou entidade, com o objetivo de agregar valor à sua marca ou de consolidar a sua imagem junto a públicos específicos ou à sociedade como um todo (Bueno, 2010).
Apesar de o conceito não ser novo, muito ainda se confunde comunicação integrada com publicar conteúdo em vários canais, divulgar a mesma mensagem de maneira uniforme em múltiplas plataformas e até mesmo com um somatório dos esforços de marketing, Relações Públicas, Vendas e etc.
De acordo com Isabela Pimentel (2014), a comunicação integrada é aquela capaz de transmitir, de forma clara a todos os públicos de interesse da empresa (stakeholders), o que ela produz, quem ela é e no que acredita, ou seja, seu posicionamento, valores e diferenciais competitivos. É um esforço articulado para potencializar as interações entre organizações, seus stakeholders e objetivos estratégicos.  Nesse sentido, alinhar missão, visão e valores à estratégia da empresa,  para construir uma imagem sólida perante todos os seus públicos de interesse é sua principal missão.
Enquanto filosofia e direcionador estratégico, a Comunicação Integrada, na perspectiva atual, precisa incluir também o olhar atento para as redes sociais, mapeamento de riscos reputacionais e de imagem, gestão de crises, entendimento de fluxos e processos, relacionamento com influenciadores e formadores de opinião, a cultura organizacional e os processos de gestão nas organizações.  Com a presença cada vez mais forte das redes sociais, não existe comunicação unilateral e isolada.  Ainda assim, há empresas que acham que o planejamento integrado é algo que não tem impacto no valor de marca e nos negócios. 
Mais que uma articulação de esforços, a comunicação integrada é uma filosofia que guia o cotidiano. Os públicos, cada vez mais complexos e atuantes, querem fazer parte dos processos de comunicação interna, saber de todas as informações, investimentos, parcerias e tudo sobre a empresa.
Tradicionalmente, a comunicação empresarial tem sido trabalhada como o somatório de atividades realizadas independentemente por departamentos, divisões ou assessorias que, necessariamente, não se articulam, ou seja, não há uma unidade, tendo em vista objetivos, valores e uma missão comum.
Na prática, o que é pior, além da falta de um planejamento comum, estes departamentos ou assessorias competem entre si, definindo instâncias particulares de decisão dentro das empresas ou entidades, seguindo a velha fórmula de "aqui quem manda sou eu". A comunicação interna fica entregue à área de Relações Públicas, os jornalistas editam os house organs, a publicidade é responsabilidade dos profissionais de marketing, as relações governamentais ficam a cargo de um lobista, e assim por diante.
Reunir todos eles numa mesa para um diálogo produtivo, é uma dificuldade (ou algo impossível) em muitas (talvez na maioria) das organizações.
A Comunicação Integrada, praticada com competência, subverte este situação e remete para um novo paradigma: a comunicação/marketing de uma empresa ou entidade não pode ser o resultado de esforços individuais, ainda que bem intencionados, porque a imagem da organização deve ser una, qualquer que seja o público com que ela se relaciona.
Uma empresa ou entidade não pode ser descontraída em suas campanhas publicitárias e burocrática ou autoritária na sua comunicação interna; não pode proclamar o seu desenvolvimento tecnológico no seu esforço de marketing e andar de carroça internamente, privando os seus profissionais e executivos do acesso integral às novas tecnologias.
A Comunicação Integrada pressupõe não apenas um diálogo produtivo, mas um planejamento conjunto. O processo de tomada de decisões, que deve incluir outras instâncias da empresa ou entidade que não as vinculadas especificamente à comunicação/marketing, deve ser compartilhado, ainda que haja um chefe, um superintendente ou diretor geral a que todos se reportam.
Embora a realidade do mercado ainda não seja essa, não há outra opção para o futuro, se a empresa ou entidade pretende manter-se atuante e desfrutar de todas as vantagens oriundas da concentração de esforços e do seu poder de fogo em comunicação/marketing. Os feudos estão com os dias contados, ainda que devam resistir, bravamente, a esta nova postura, que retira poder e distribui responsabilidades.
A utilização das novas tecnologias, a presença na Web, as  formas múltiplas de relacionamento com os públicos (SAC, Marketing de consumidor, CRM -Customer relationship management, Webmarketing etc ) devem integrar este composto maior de Comunicação, porque a experiência revela que quando há um sinergia de forças, todo o conjunto fica mais forte.
A comunicação de marketing parte da constatação de que o recurso simultâneo e convergente a várias técnicas de comunicação vai produzir melhores resultados do que esforços não articulados, pois cada técnica de comunicação tem as suas vantagens e desvantagens, pelo que deve-se ponderar a sua adequação a uma dada tarefa na situação concreta.
Para facilitar a compreensão dos elementos do mix de comunicação, Públio (2008) separa-os em cinco elementos principais:
- Comunicação de Massa, ou Publicidade e Propaganda;
- Comunicação sem o uso de mídia tradicional, ou Comunicação Promocional;
- Comunicação para públicos estratégicos, ou Comunicação de Relações Públicas;
- Comunicação Interpessoal, ou Venda Pessoal
- Comunicação com suporte tecnológico, ou Comunicação via web
- Comunicação Visual Coorporativa, ou Identidade Cooporativa, Identidade Visual ou projeto gráfico.